# Belœil
Belœil (en picard Beuleul) és un municipi belga de la província d'Hainaut a la regió valona. Està compost per les viles d'Aubechies, Basècles, Ellignies-Sainte-Anne, Grandglise, Quevaucamps, Ramegnies, Stambruges, Thumaide i Wadelincourt.

## Personatges il·lustres
- Charles-Joseph de Ligne, autor de Coup d'œil sur Belœil (1781)